# Temporada 1990-91 de los Denver Nuggets
La temporada 1990-91 fue la decimoquinta de los Denver Nuggets en la NBA, tras la fusión de la liga con la ABA, donde había jugado nueve temporadas. La temporada regular acabó con 20 victorias y 62 derrotas, ocupando el decimotercer puesto de la conferencia Oeste, no logrando clasificarse para los playoffs.

## Elecciones en elDraft
| Ronda | Puesto | Jugador        | Posición | Nacionalidad   | Universidad     |
| ----- | ------ | -------------- | -------- | -------------- | --------------- |
| 1     | 3      | Chris Jackson  | Base     | Estados Unidos | Louisiana State |
| 2     | 42     | Marcus Liberty | Alero    | Estados Unidos | Illinois        |

## Temporada regular
| División Medio Oeste   | División Medio Oeste | División Medio Oeste | División Medio Oeste | División Medio Oeste | División Medio Oeste | División Medio Oeste | División Medio Oeste | División Medio Oeste |
| Equipo                 | G                    | P                    | %                    | PD                   | Casa                 | Fuera                | Div                  |                      |
| ---------------------- | -------------------- | -------------------- | -------------------- | -------------------- | -------------------- | -------------------- | -------------------- | -------------------- |
| y-San Antonio Spurs    | 55                   | 27                   | .671                 | —                    | 33–8                 | 22–19                | 20–8                 |                      |
| x-Utah Jazz            | 54                   | 28                   | .659                 | 1                    | 36–5                 | 18–23                | 21-7                 |                      |
| x-Houston Rockets      | 52                   | 30                   | .634                 | 3                    | 31-10                | 21–20                | 20-8                 |                      |
| Orlando Magic          | 31                   | 51                   | .378                 | 24                   | 24-17                | 7–34                 | 13–15                |                      |
| Minnesota Timberwolves | 29                   | 53                   | .354                 | 26                   | 21-20                | 8-33                 | 9-19                 |                      |
| Dallas Mavericks       | 28                   | 54                   | .341                 | 27                   | 20-21                | 8–33                 | 7-21                 |                      |
| Denver Nuggets         | 20                   | 62                   | .244                 | 35                   | 17-24                | 3-38                 | 8–20                 |                      |

## Estadísticas
| Rk | Jugador            | Edad | P  | PT | MP   | TC  | TCI  | %TC  | T3  | T3I | %T3  | TL  | TLI | %TL  | RO  | RD  | RT  | AS   | RB  | TAP | BP  | FP  | PTS  |
| -- | ------------------ | ---- | -- | -- | ---- | --- | ---- | ---- | --- | --- | ---- | --- | --- | ---- | --- | --- | --- | ---- | --- | --- | --- | --- | ---- |
| 1  | Michael Adams      | 28   | 66 | 66 | 35.5 | 8.5 | 21.5 | .394 | 2.5 | 8.5 | .296 | 7.0 | 8.0 | .879 | 0.9 | 3.0 | 3.9 | 10.5 | 2.2 | 0.1 | 3.6 | 2.5 | 26.5 |
| 2  | Orlando Woolridge  | 31   | 53 | 50 | 34.4 | 9.2 | 18.5 | .498 | 0.0 | 0.1 | .000 | 6.6 | 8.3 | .797 | 2.7 | 4.2 | 6.8 | 2.2  | 1.3 | 0.4 | 2.9 | 2.7 | 25.1 |
| 3  | Blair Rasmussen    | 28   | 70 | 69 | 33.2 | 5.8 | 12.6 | .458 | 0.0 | 0.1 | .400 | 0.9 | 1.3 | .677 | 2.4 | 7.3 | 9.7 | 1.0  | 0.7 | 1.9 | 1.2 | 4.4 | 12.5 |
| 4  | Reggie Williams    | 26   | 51 | 46 | 30.2 | 6.3 | 14.3 | .444 | 0.8 | 2.6 | .328 | 2.6 | 3.1 | .840 | 2.3 | 2.6 | 4.8 | 1.7  | 1.8 | 0.6 | 1.5 | 3.7 | 16.1 |
| 5  | Todd Lichti        | 24   | 29 | 25 | 29.7 | 5.7 | 13.0 | .439 | 0.5 | 1.6 | .298 | 2.0 | 2.4 | .855 | 1.7 | 2.2 | 3.9 | 2.5  | 1.6 | 0.3 | 1.1 | 2.2 | 14.0 |
| 6  | Walter Davis       | 36   | 39 | 13 | 26.8 | 8.1 | 17.1 | .474 | 0.3 | 0.8 | .303 | 2.2 | 2.4 | .915 | 1.3 | 1.8 | 3.2 | 2.2  | 1.6 | 0.1 | 1.6 | 2.8 | 18.7 |
| 7  | Corey Gaines       | 25   | 10 | 2  | 22.6 | 2.8 | 7.0  | .400 | 0.5 | 2.1 | .238 | 2.2 | 2.6 | .846 | 0.4 | 1.0 | 1.4 | 9.1  | 1.0 | 0.2 | 2.3 | 2.5 | 8.3  |
| 8  | Mahmoud Abdul-Rauf | 21   | 67 | 19 | 22.5 | 6.2 | 15.1 | .413 | 0.4 | 1.5 | .240 | 1.3 | 1.5 | .857 | 0.5 | 1.3 | 1.8 | 3.1  | 0.8 | 0.1 | 1.6 | 2.2 | 14.1 |
| 9  | Jerome Lane        | 24   | 62 | 25 | 22.3 | 3.3 | 7.4  | .438 | 0.0 | 0.1 | .250 | 0.9 | 2.3 | .411 | 4.5 | 4.8 | 9.3 | 2.0  | 0.8 | 0.2 | 1.7 | 3.1 | 7.5  |
| 10 | Joe Wolf           | 26   | 74 | 38 | 21.5 | 3.2 | 7.0  | .451 | 0.0 | 0.2 | .133 | 0.9 | 1.1 | .831 | 1.8 | 3.6 | 5.4 | 1.4  | 0.8 | 0.4 | 1.3 | 3.3 | 7.3  |
| 11 | Anthony Cook       | 23   | 58 | 25 | 19.3 | 2.0 | 4.9  | .417 | 0.0 | 0.1 | .000 | 1.2 | 2.2 | .550 | 2.3 | 3.3 | 5.6 | 0.4  | 0.6 | 1.2 | 0.9 | 1.7 | 5.3  |
| 12 | Jim Farmer         | 26   | 25 | 1  | 17.7 | 4.0 | 8.6  | .458 | 0.2 | 0.9 | .227 | 1.8 | 2.5 | .730 | 1.1 | 1.4 | 2.5 | 1.5  | 0.5 | 0.1 | 1.5 | 2.3 | 10.0 |
| 13 | Kenny Battle       | 26   | 40 | 4  | 17.1 | 2.4 | 4.9  | .485 | 0.1 | 0.6 | .136 | 1.3 | 1.6 | .781 | 1.6 | 1.5 | 3.1 | 1.2  | 1.0 | 0.3 | 0.9 | 2.1 | 6.1  |
| 14 | Terry Mills        | 23   | 17 | 0  | 16.4 | 3.3 | 7.1  | .467 | 0.0 | 0.1 | .000 | 0.9 | 1.3 | .727 | 1.8 | 3.4 | 5.2 | 0.9  | 0.9 | 0.5 | 1.1 | 2.6 | 7.5  |
| 15 | Greg Anderson      | 26   | 41 | 2  | 16.1 | 2.1 | 4.7  | .440 | 0.0 | 0.0 |      | 1.1 | 2.1 | .506 | 1.6 | 4.1 | 5.8 | 0.3  | 0.6 | 0.9 | 1.5 | 2.6 | 5.2  |
| 16 | Marcus Liberty     | 22   | 76 | 18 | 15.4 | 2.8 | 6.8  | .421 | 0.2 | 0.8 | .298 | 0.8 | 1.2 | .630 | 1.5 | 1.4 | 2.9 | 0.8  | 0.6 | 0.3 | 0.9 | 2.0 | 6.7  |
| 17 | Tim Legler         | 24   | 10 | 0  | 14.8 | 2.5 | 7.2  | .347 | 0.3 | 1.2 | .250 | 0.5 | 0.6 | .833 | 0.8 | 1.0 | 1.8 | 1.2  | 0.2 | 0.0 | 0.4 | 2.0 | 5.8  |
| 18 | T.R. Dunn          | 35   | 17 | 3  | 12.8 | 1.2 | 2.8  | .447 | 0.1 | 0.2 | .250 | 0.5 | 0.6 | .900 | 1.2 | 1.3 | 2.5 | 1.4  | 0.7 | 0.1 | 0.4 | 1.8 | 3.1  |
| 19 | Craig Neal         | 26   | 10 | 0  | 12.5 | 1.4 | 3.5  | .400 | 0.3 | 0.9 | .333 | 1.3 | 2.2 | .591 | 0.2 | 1.4 | 1.6 | 3.7  | 0.4 | 0.0 | 1.9 | 2.6 | 4.4  |
| 20 | Avery Johnson      | 25   | 21 | 4  | 10.3 | 1.4 | 3.2  | .426 | 0.0 | 0.2 | .000 | 1.0 | 1.5 | .656 | 0.4 | 0.6 | 1.0 | 3.7  | 0.7 | 0.1 | 1.3 | 1.0 | 3.8  |
| 21 | Anthony Mason      | 24   | 3  | 0  | 7.0  | 0.7 | 1.3  | .500 | 0.0 | 0.0 |      | 2.0 | 2.7 | .750 | 1.0 | 0.7 | 1.7 | 0.0  | 0.3 | 0.0 | 0.0 | 2.0 | 3.3  |

## Galardones y récords
| Jugador/Entrenador | Galardón                                |
| Chris Jackson      | 2.º Mejor quinteto de rookies de la NBA |